# 沙漠之鼠
《沙漠之鼠》（英語：The Desert Rats）是一部1953年由二十世紀福斯出品的黑白戰爭片，由羅伯特·L·傑克斯制作，罗伯特·怀斯执导，理查德·伯顿、詹姆士·梅遜和羅伯特·牛頓主演。影片的故事情节涉及二战中的1941年北非托布魯克圍城戰。

## 剧情
德军元帅埃尔温·隆美尔（詹姆士·梅遜饰）和他的德意志非洲軍将英國陸軍逼退至埃及和重要的苏伊士运河。挡在隆美尔面前的是图卜鲁格，对隆美尔的补给线构成了持续威胁。澳大利亚第9师负责守卫这个港口。盟军指挥官（羅伯特·道格拉斯饰）选择了英国上尉麦克罗伯茨（理查德·伯顿饰）来指挥新到的、未经实战考验的澳大利亚军队。这位不讲情面的麦克罗伯茨不受无纪律的澳大利亚士兵欢迎。他惊讶地在他们的队伍中看到了自己曾经的老师汤姆·巴特利特（羅伯特·牛頓饰），一个因酗酒被开除的酒鬼。麦克罗伯茨提出把他调到一个更安全的岗位，但巴特利特拒绝了。军队被直接派到前线，他们在那里挖战壕，准备迎接隆美尔的进攻。在沙尘暴的掩护下，隆美尔的坦克和步兵按照盟军指挥官的预测发动了进攻，直奔麦克罗伯茨的人。然而，德军被击退。结果，麦克罗伯茨被提升为中校和营指挥官。
随后，每晚派出小型突击队袭击德军阵地，给德军造成了损失。但在一次成功突袭德军弹药库的行动中，麦克罗伯茨受伤并被俘。在接受一位德军医生的治疗时，他遇到了被一架扫射的噴火戰鬥機击中的隆美尔。尽管麦克罗伯茨对隆美尔表现出尊重，但他指出图卜鲁格是隆美尔的心头大患。隆美尔对他的大胆感到好笑，下令好好对待他。之后，麦克罗伯茨逃脱并回到了盟军阵地。图卜鲁格的围城战持续了几个月。麦克罗伯茨担心他的士兵会疲惫不堪，需要得到救援。在德军的持续进攻和炮击下，麦克罗伯茨认为他们无法再坚持。令人惊讶的是，自认懦夫的巴特利特恳求他坚持下去。令麦克罗伯茨惊讶的是，其他士兵也拒绝放弃他们的阵地。最终，澳大利亚士兵听到了风笛声，标志着救援部队的到来。经过艰苦战斗的242天后，盟军成功守住了图卜鲁格。